# Dentobunus quadridentatus
Dentobunus quadridentatus is een hooiwagen uit de familie Sclerosomatidae.